# アラン・リシャール
アラン・リシャール（フランス語：Alain Richard、1945年8月29日 - ）は、フランスの政治家。

## 経歴
1945年8月29日にパリに誕生する。パリ政治学院とフランス国立行政学院（ENA）を卒業し、その後はパリ北部近郊のヴァル＝ドワーズ県サン＝トゥアン＝ロモヌ市長を務める。ヴァル＝ドワーズ県選出の下院国民議会議員となる。
1997年にリオネル・ジョスパン内閣で国防大臣を務めた。